# Mansun
I Mansun sono stati un gruppo musicale rock alternativo britannico formatosi a Chester nel 1995. La band comprendeva il cantante/chitarrista Paul Draper, il bassista Stove King, il chitarrista Dominic Chad e il batterista Andie Rathbone.
La band si è sciolta all'inizio del 2003 mentre erano in corso le registrazioni per il loro quarto album. L'annuncio dello scioglimento è stato dato da Chad nel maggio 2003.

## Storia

### Primi anni
Draper e King si conobbero agli inizi degli anni novanta, mentre lavoravano nell'ambito del fotoritocco per aziende rivali nella stessa zona industriale di Little Stanney, alla periferia di Chester. Condividendo le passioni per David Bowie e le band new wave degli anni ottanta come Duran Duran ed ABC, iniziarono a socializzare durante i weekend, andando a Liverpool per concerti o suonando insieme nelle loro camere, col desiderio di formare una band. Mentre King era poco più che un bassista principiante, Draper aveva già in precedenza formato il duo elettronico Grind insieme al tastierista Steve Heaton, all'epoca degli studi al Thames Polytechnic (oggi Università di Greenwich), accompagnati nei live dall'amico Carlton Hibbert alla batteria. Grazie alla piccola etichetta Whats In It For Me Records, nel 1991 i Grind pubblicarono un singolo in formato 12" e si esibirono nel londinese, in locali come The Rock Garden e The Brain, e aprirono il concerto di Beverley Craven al Mean Fiddler. In seguito allo scioglimento dei Grind Draper, finanziato da una borsa di studio del The Prince's Trust, fondò una casa di produzione chiamata "Ambiance Productions".
Agli inizi del 1995 Draper e King assoldarono Dominic Chad, il manager del pub Fat Cat di Watergate Street, giusto al lato opposto della strada dove si trovava l'ufficio di Steve Heaton, che Draper era solito andare a trovare. Chad aveva suonato in precedenza coi Floating Bear, formati nel 1990 mentre frequentava l'Università di Bangor, dove studiava Francese e Russo ma venne cacciato per lo scarso impegno. Chad avrebbe in seguito ammesso che la sua routine all'epoca dell'università consisteva nello "svegliarsi alle tre del pomeriggio, scendere al bar dell'associazione studentesca alle quattro, stare lì fino alla chiusura". Con l'aiuto di una drum machine, il trio iniziò a provare ai Crash Rehearsal Studios di Liverpool, dove la band venne presto scoperta da Mark Lewis e Alan Wills (i quali in seguito avrebbero fondato la Deltasonic Records). I due talent scout si trovavano negli studi per vedere i Cast e sentirono per caso Draper e soci attraverso la porta della loro sala prove. Al trio venne offerto un contratto con la Polygram Music Publishing solamente quattro giorni dopo aver fornito controvoglia una demo di 4 canzoni, il cui costo di registrazione fu di £150, e che conteneva i brani "Take It Easy Chicken", "Skin Up Pin Up", "Moronica" e "She Makes My Nose Bleed".

## Formazione
Ultima
- Paul Draper – voce, chitarra (1995-2003)
- Stove King – basso (1995-2003)
- Dominic Chad – chitarra (1995-2003)
- Andie Rathbone – batteria (1996-2003)

Ex componenti
- Carlton Hibbert – batteria (1995-1996)
- Mark Swinnerton – drum machine, programmazione (1995-1996)
- Julian Fenton – batteria (1996)

## Discografia

### Album in studio
- 1997 – Attack of the Grey Lantern
- 1998 – Six
- 2000 – Little Kix

### Raccolte
- 1996 – Special Mini Album
- 2004 – Kleptomania
- 2006 – Legacy: The Best of Mansun